# 安吉城墙
安吉城墙又名安城城墙、桃城，为旧安吉县城、安吉州城城墙，位于今中国浙江省湖州市安吉县城区以北、递铺街道安城村，是浙江地区保存最完整的古代州、县级城墙。1989年公布为第四批浙江省文物保护单位，2006年公布为第六批全国重点文物保护单位。

## 历史
安吉为东汉中平二年（185）分故鄣县南境置县，属丹阳郡，三国吴宝鼎元年（266）属吴兴郡。隋唐时两度撤县，麟德元年（664）复置县，属湖州，南宋宝庆元年（1225）属安吉州（为湖州改名），元属湖州路，明属湖州府，正德元年（1506）升为散州并领孝丰县，清乾隆三十八年（1773）降为县，仍属湖州府。1914年属钱塘道，1927年直属浙江省，1949年属临安专区，1953年改属嘉兴专区（1970年改地区），1983年至今属湖州市。最初的治所在天目乡（今安吉县西南孝丰镇），唐开元二十六年（738）徙治玉磬山（又名落石山）东南（今安吉县东北二十五里），五代梁开平元年（唐天祜四年，907）再迁马家渡西，即城墙所在。1951年县治迁往梅溪镇，1958年再迁递铺镇，即今县城所在。原城墙所在地一度为安城乡、安城镇驻地，2001年撤销安城镇并入递铺镇，现为递铺街道所辖行政村安城村，古城墙范围内有近800户居民（截至2019年3月）。
安吉最初无完整城墙，仅设六座城门，按南宋嘉泰《吴兴志》西门名齐云门，北门名迎恩门，其余各门无名称。元末明初（元至正十六年，1356）总管张俊德始建土城，一年后元帅费愚改为石城，后历经明嘉靖、天启和清雍正、乾隆、咸丰时期的多次修葺，现状在南门和北门内各保存有清乾隆三十三年（1768）和咸丰元年（1851）的重修碑记，南门内碑记题“乾隆三十三年夏月署安吉州知州事合肥张先岸监修”，北门内碑记题“咸丰元年知安吉县事长乐郑廷珪监督绅董重修”（图）。城墙东临西苕溪，其平面呈椭圆形，形似桃。城周六里（约2880米），最初高二丈（约6.4米），明嘉靖三十三年（1554）又加高三尺（约0.96米），厚一丈（约3.2米）。设有陆门四座，分别为东门迎春门、西门宝成门、南门朝阳门和北门拱辰门，护城河引西苕溪水绕城。

## 现状
安吉城墙由城墙、城台、城门、环城马道以及护城河、跨河石桥等组成，因西苕溪河沙淤积、河床抬高，经常发生洪灾，故城墙在防御的同时兼可防洪。现存城墙残高4-6米，断面呈梯形，基宽6-8米，顶宽3-4米，基本保存完整。其中外墙面使用条石包砌，内墙面使用块石包砌，墙心黄土杂石混筑。现存西、南、北三门，东门于1978年因修建公路拆除（同时在西城门南侧拆出一处豁口），南门于1987年因城门过低（原高1.96米）影响交通而升高0.8米（据城门内立于1987年的碑记），北门顶部被部分拆除。各门现均为券门，门外砌有石质闸槽，可安放闸板以防洪水，其中南门闸槽高1.66米、宽9厘米、深5厘米。
原护城河上西、南、北各城门外均有跨河桥梁，分别为西门外的汪婆桥、南门外的南门桥和北门外的北川桥。其中汪婆桥为单孔石拱桥，长11.3米，宽3米，高3.5米，现仅存石拱；南门桥为三孔石梁桥，重建于清道光二十九年（1849），长11.5米，宽2.2米，现因后期路面抬高已被埋入地下；北川桥亦为三孔石梁桥，重建于清咸丰三年（1853），长27.4米，宽3米，高4.5米，中孔桥面石梁东侧存有“咸丰癸丑北川桥里人重建”题记:350。
原城内的主要建筑有州署（县署，位于城内中部）、学宫（安吉州学、县学文庙，位于原州署、县署西，其址今为安城中学）、古桃书院（亦名磐山书院，位于学宫西）、安吉营、火药局、育婴堂、养济院、预备仓、城隍庙、关帝庙、节孝祠、常乐寺、集仙宫和玉枢道院等（图），因县城在抗战期间遭受日军轰炸（1939年4月10日）和纵火，上述古建筑基本无存:453-454，南门内西北尚存一口建于北宋时期的南门井（安吉县文物保护点）。